# Beat
Beat, engelska för taktslag, är i blues, jazz, rock, popmusik och annan afroamerikansk och därav influerad populärmusik ett vanligt ord för såväl det som för rytm eller rytmens karaktär eller "känsla".

## Specialbetydelser
I hiphopmusiken betecknar ordet ett instrumentalt musikspår som rappare framför sina texter till. Det är antingen en discjockey (som inte alltför sällan även scratch) eller en beatboxare som framför beatet.